# Antyhomomorfizm
Antyhomomorfizm – funkcja określona na zbiorach z określonym na nich działaniem mnożenia odwracająca jego porządek; homomorfizm odwracający porządek mnożenia.
Antyautomorfizm – antyhomomorfizm będący zarazem przekształceniem wzajemnie jednoznacznym obiektu na siebie.

## Grupy
Niech {\displaystyle G,H} będą grupami. Mówimy, że przekształcenie {\displaystyle \varphi \colon G\to H} jest antyhomomorfizmem grup, jeśli
{\displaystyle \forall _{g,h\in G}\;\varphi (gh)=\varphi (h)\varphi (g).}

## Pierścienie
Niech {\displaystyle P,R} będą pierścieniami. Mówimy, że przekształcenie {\displaystyle \varphi \colon P\to R} jest antyhomomorfizmem pierścieni, jeśli
{\displaystyle \varphi (x+y)=\varphi (x)+\varphi (y),}
{\displaystyle \varphi (xy)=\varphi (y)\varphi (x)}
dla każdego {\displaystyle x,y\in P,} jeżeli pierścień ma jedynkę, to dodatkowo musi być spełniony warunek
{\displaystyle \varphi (1)=1.}
Jeśli {\displaystyle R} jest pierścieniem przemiennym, to każdy antyhomomorfizm jest homomorfizmem pierścieni.
Dla algebr nad ciałem przekształcenie {\displaystyle \varphi } musi być liniowe nad daną przestrzenią liniową.

## Przykłady
- Przekształcenie elementu {\displaystyle x} w jego element odwrotny {\displaystyle x^{-1}} jest antyautomorfizmem dowolnej grupy.
- Operacja transponowania macierzy jest przykładem antyautomorfizmu pierścieni.
- Przekształcenie transpozycji (lub sprzężona transpozycja) jest antyautomorfizmem algebry macierzy kwadratowych.
- Sprzężenie hermitowskie jest antyautomorfizmem algebry operatorów liniowych w przestrzeni Hilberta.
- Ogólnie, *-inwolucja dowolnej *-algebry jest antyautomorfizmem.
- Sprzężona inwolucja w dowolnej algebrze Cayleya-Dicksona, np. kwaternionach i oktawach Cayleya.